# NGC 2781
NGC 2781 je galaksija u zviježđu Vodenoj zmiji.

## Vanjske poveznice
- SEDS: NGC 2781